# 拉瓜迪亞 (玻利維亞)
拉瓜迪亞是玻利維亞的城鎮，由聖克魯斯省負責管轄，位於該國中部，面積7平方公里，海拔高度506米，受熱帶氣候影響，每年平均降雨量約1,300毫米，2010年人口12,913。

## 外部連結
- Municipio La Guardia - Detailkarte und Bevölkerungsdaten (PDF; 756 kB)

17°53′31″S 63°19′52″W / 17.89194°S 63.33111°W